# Hay mucho espacio en el fondo
" Hay mucho espacio en el fondo: una invitación para entrar en un nuevo campo de la física " fue una conferencia pronunciada por el físico Richard Feynman en la reunión anual de la Sociedad Estadounidense de Física  celebrada en Caltech el 29 de diciembre de 1959. Feynman consideraba la posibilidad de manipular directamente átomos individuales como una forma de química sintética más sólida que las utilizadas hasta entonces. Aunque se publicaron versiones de la conferencia en algunas revistas populares, pasó prácticamente desapercibida. No inspiró los inicios conceptuales del campo de la nanotecnología. A partir de la década de 1980, los defensores de la nanotecnología la citaron para establecer la credibilidad científica de su trabajo.

## Concepción
Feynman consideró algunas ramificaciones de la capacidad general de manipular la materia a escala atómica. Le interesaban especialmente las posibilidades de los circuitos informáticos más densos y los microscopios que podían ver cosas mucho más pequeñas de lo que es posible con los microscopios electrónicos de barrido. Estas ideas se materializaron más tarde con el uso del microscopio de túnel de barrido, el microscopio de fuerza atómica y otros ejemplos de microscopía de sonda de barrido y sistemas de almacenamiento como Millipede, creado por investigadores de IBM. 
Feynman también sugirió que, en principio, sería posible fabricar máquinas a nanoescala que "dispusieran los átomos como quisiéramos" y realizar síntesis químicas mediante manipulación mecánica. 
También presentó la posibilidad de "tragarse al médico", una idea que atribuyó en el ensayo a su amigo y estudiante de posgrado Albert Hibbs. Se trataba de construir un robot quirúrgico diminuto que se pudiera tragar.
Como experimento mental, propuso desarrollar un conjunto de manos manipuladoras a escala de un cuarto esclavizadas a las manos del operador para construir máquinas-herramienta a escala de un cuarto análogas a las que se encuentran en cualquier taller mecánico. A continuación, las manos pequeñas utilizarían este conjunto de pequeñas herramientas para construir y manejar diez conjuntos de manos y herramientas a escala de un dieciseisavo, y así sucesivamente, culminando quizás en mil millones de fábricas diminutas para lograr operaciones masivamente paralelas. Utiliza la analogía del pantógrafo para reducir la escala de los objetos. Esta idea fue anticipada en parte, hasta la microescala, por el autor de ciencia ficción Robert A. Heinlein en su relato Waldo, de 1942.
A medida que los tamaños se hicieran más pequeños, habría que rediseñar las herramientas porque la fuerza relativa de las distintas fuerzas cambiaría. La gravedad perdería importancia y las fuerzas de Van der Waals, como la tensión superficial, ganarían importancia. Feynman mencionó estos problemas de escalado durante su charla. Nadie ha intentado todavía poner en práctica este experimento mental; algunos tipos de enzimas biológicas y complejos enzimáticos (especialmente los ribosomas) funcionan químicamente de una forma cercana a la visión de Feynman. Feynman también mencionó en su conferencia que, con el tiempo, podría ser mejor utilizar vidrio o plástico porque su mayor uniformidad evitaría problemas a muy pequeña escala (los metales y los cristales se separan en dominios donde prevalece la estructura reticular). Esta podría ser una buena razón para fabricar máquinas y dispositivos electrónicos con vidrio y plástico. En la actualidad existen componentes electrónicos fabricados con ambos materiales. En el vidrio, hay cables de fibra óptica que amplifican los pulsos de luz a intervalos regulares, utilizando vidrio dopado con el elemento de tierras raras erbio. El vidrio dopado se empalma en la fibra y se bombea mediante un láser que opera a una frecuencia diferente. En plástico, los transistores de efecto de campo se fabrican con politiofeno, un polímero inventado por Alan J. Heeger et al. que se convierte en conductor eléctrico cuando se oxida. Para 2016, un factor de solo 20 en la movilidad de los electrones separaba el plástico del silicio.

## Retos
En la reunión, Feynman concluyó su charla con dos retos, y ofreció un premio de 1.000 dólares para el primero que resolviera cada uno de ellos. El primer reto consistía en la construcción de un motor diminuto que, para sorpresa de Feynman, fue logrado en noviembre de 1960 por el graduado de Caltech William McLellan, un meticuloso artesano, utilizando herramientas convencionales. El motor cumplía las condiciones, pero no suponía un avance en la técnica. El segundo reto consistía en la posibilidad de reducir el tamaño de las letras lo suficiente como para que cupiera toda la Encyclopædia Britannica en la cabeza de un alfiler, escribiendo la información de la página de un libro en una superficie 1/25.000 más pequeña en escala lineal. En 1985, Tom Newman, un estudiante graduado de Stanford, redujo con éxito el primer párrafo de Historia de dos ciudades en 1/25.000 y obtuvo el segundo premio Feynman. El director de tesis de Newman, R. Fabian Pease, había leído el artículo en 1966, pero fue otro estudiante de posgrado del laboratorio, Ken Polasko, que lo había leído recientemente, quien sugirió intentar el reto. Newman buscaba un patrón aleatorio arbitrario para demostrar su tecnología. Newman dijo: "El texto es ideal porque tiene muchas formas diferentes".

## Acogida
The New Scientist informó de que "el público científico quedó cautivado". Feynman había "hilado la idea de la cabeza" sin siquiera "notas de antemano". No había copias del discurso disponibles. Un "admirador previsor" trajo una grabadora y se hizo una transcripción editada, sin las bromas de Feynman, para su publicación por Caltech. En febrero de 1960, la revista Engineering and Science de Caltech publicó el discurso. Además de extractos en The New Scientist, se publicaron versiones en The Saturday Review y Popular Science. Los periódicos anunciaron el ganador del primer desafío. La conferencia se incluyó como el capítulo final del libro de 1961, Miniaturización.

## Impacto
K. Eric Drexler más tarde tomó el concepto de Feynman de mil millones de fábricas diminutas y agregó la idea de que podían hacer más copias de sí mismos, a través del control de una computadora en lugar del control de un operador humano, en su libro de 1986 Engines of Creation: The Coming Era of Nanotecnología. 
Tras la muerte de Feynman, los académicos que estudian el desarrollo histórico de la nanotecnología han llegado a la conclusión de que su papel como catalizador de la investigación nanotecnológica no fue muy valorado por muchas personas activas en el naciente campo en las décadas de 1980 y 1990. Chris Toumey, antropólogo cultural de la Universidad de Carolina del Sur, ha reconstruido la historia de la publicación y reedición de la conferencia de Feynman, así como el registro de citas de "Mucho espacio" en la literatura científica.
En el artículo de Toumey de 2008 "Reading Feynman into Nanotechnology", encontró 11 versiones de la publicación de "Mucho espacio", más dos instancias de una charla estrechamente relacionada de Feynman, "Infinitesimal Machinery", que Feynman llamó "Mucho espacio, revisado" (publicado con el nombre de "Infinitesimal Machinery"). En las referencias de Toumey también figuran cintas de vídeo de esa segunda charla. La revista Nature Nanotechnology dedicó un número en 2009 al tema.
Toumey descubrió que las versiones publicadas de la charla de Feynman tuvieron una influencia insignificante en los veinte años posteriores a su publicación, medida por las citas en la literatura científica, y no mucha más influencia en la década posterior a la invención del microscopio de efecto túnel en 1981. El interés por  "Mucho espacio" en la literatura científica aumentó mucho a principios de los años noventa. Esto se debe probablemente a que el término "nanotecnología" cobró importancia justo antes de esa época, tras su uso por Drexler en su libro de 1986 Engines of Creation: The Coming Era of Nanotechnology, en el que citaba a Feynman, y en un artículo de portada titulado "Nanotechnology", publicado ese mismo año en OMN. una revista científica de gran tirada. La revista Nanotechnology vio la luz en 1989; el famoso experimento de Eigler-Schweizer, en el que se manipularon con precisión 35 átomos de xenón, se publicó en Nature en abril de 1990; y Science dedicó un número especial a la nanotecnología en noviembre de 1991. Estos y otros acontecimientos apuntan a que el redescubrimiento retroactivo de "Mucho espacio" dio a la nanotecnología una historia  que proporcionó una fecha de nacimiento tan temprana como diciembre de 1959, además de una conexión con Richard Feynman. 
El análisis de Toumey también incluye comentarios de científicos especializados en nanotecnología que afirman que "Mucho espacio" no influyó en sus primeros trabajos, y que la mayoría de ellos no lo leyeron hasta más tarde.
La talla de Feynman como premio Nobel y figura importante de la ciencia del siglo XX ayudó a los defensores de la nanotecnología. Supuso un valioso vínculo intelectual con el pasado. Más concretamente, su prestigio y su concepto de fabricación atómicamente precisa contribuyeron a garantizar la financiación de la investigación en nanotecnología, como demuestra el discurso del Presidente Clinton de enero de 2000, en el que pedía un programa federal:

Mi presupuesto apoya una nueva e importante Iniciativa Nacional de Nanotecnología, dotada con 500 millones de dólares. Caltech no es ajeno a la idea de la nanotecnología, la capacidad de manipular la materia a nivel atómico y molecular. Hace más de 40 años, el propio Richard Feynman de Caltech se preguntó: "¿Qué pasaría si pudiéramos ordenar los átomos uno a uno como quisiéramos?".

La versión de la Ley de Investigación y Desarrollo en Nanotecnología que la Cámara de Representantes aprobó en mayo de 2003 exigía un estudio de la viabilidad técnica de la fabricación molecular, pero este estudio se suprimió para salvaguardar la financiación de investigaciones menos controvertidas antes de que fuera aprobada por el Senado y promulgada por el presidente George W. Bush el 3 de diciembre de 2003.
En 2016, un grupo de investigadores de TU Delft e INL informaron del almacenamiento de un párrafo de la charla de Feynman mediante un código binario en el que cada bit estaba formado por una única vacante atómica. Utilizando un microscopio de efecto túnel para manipular miles de átomos, los investigadores crearon el texto:

Pero no me asusta plantearme la cuestión final de si, en última instancia -en el gran futuro-, podremos disponer los átomos como queramos; ¡los propios átomos, hasta el fondo! Qué pasaría si pudiéramos ordenar los átomos uno a uno como quisiéramos (dentro de lo razonable, claro; no se pueden poner de forma que sean químicamente inestables, por ejemplo).

Hasta ahora, nos hemos contentado con excavar en la tierra para encontrar minerales. Los calentamos y hacemos cosas a gran escala con ellos, y esperamos obtener una sustancia pura con la cantidad justa de impurezas, etcétera. Pero siempre tenemos que aceptar alguna disposición atómica que nos da la naturaleza. No tenemos nada, por ejemplo, con una disposición de "tablero de ajedrez", con los átomos de impureza dispuestos con precisión a 1.000 angstroms de distancia, o en algún otro patrón particular.

Este texto utiliza exactamente 1 kilobyte, es decir, 8192 bits, hechos con 1 átomo vacante cada uno, constituyendo así el primer kilobyte atómico, con una densidad de almacenamiento 500 veces mayor que las aproximaciones del estado de la técnica. El texto exigía "disponer los átomos como queramos", en forma de tablero de ajedrez. Este homenaje autorreferencial a la visión de Feynman fue cubierto tanto por las revistas científicas como por los principales medios de comunicación

## Derivados en la ficción
- En "El árbol del tiempo", un cuento publicado en 1964, Damon Knight utiliza la idea de una barrera que hay que construir átomo a átomo (una barrera temporal, en el relato).

## Ediciones
- Feynman, Richard P. (2 de abril de 1960). «The Wonders That Await a Micro-Microscope». The Saturday Review: 45-47.
- Feynman, Richard P. (November 1960). «How to Build an Automobile Smaller Than This Dot». Popular Science (New York, New York: Popular Science Publishing Co., Inc.): 114-116, 230-232. Archivado desde el original el 4 de marzo de 2022. Consultado el 8 de julio de 2018. A condensed version of the talk.
- Feynman, Richard P. (1961). «There's Plenty of Room at the Bottom».  En Gilbert, Horace D., ed. Miniaturization (en inglés). Reinhold. pp. 282-296. Archivado desde el original el 4 de marzo de 2022. Consultado el 15 de septiembre de 2020.
- Feynman, R.P. (1 de marzo de 1992). «There's plenty of room at the bottom (data storage)». Journal of Microelectromechanical Systems 1 (1): 60-66. S2CID 40094454. doi:10.1109/84.128057. A reprint of the talk.
- Feynman, R. (1993). «Infinitesimal machinery». Journal of Microelectromechanical Systems 2 (1): 4-14. S2CID 138577784. doi:10.1109/84.232589. Archivado desde el original el 4 de marzo de 2022. Consultado el 2 de diciembre de 2019. A sequel to his first talk.